# Grabenhorn (Alpy Pennińskie)
Grabenhorn – szczyt w szwajcarskich Alpach Pennińskich (masyw Mischabel, kanton Valais).
Szczyt ma wysokość 3372 (lub 3370) m n.p.m. i stanowi boczne, zachodnie ramię Domu (4545 m n.p.m.) wznoszące się nad miejscowością Randa. Nie prowadzą na niego znakowane szlaki turystyczne. W pobliżu znajdują się schroniska Kinhütte i Europahütte oraz most Charles’a Kuonena. Ze szczytu widoczna jest panorama Alp, w tym dobrze dostrzegalne są tak wybitne szczyty jak Matterhorn, Breithorn, Monte Rosa, Täschhorn, Dom, Jungfrau i Weisshorn.
Dawniej nazwa Grabenhorn obejmowała cały masyw Domu.